# Пионерка (приток Волги)
Пионе́рка (Цари́ца) — малая река в Волгоградской области России, правый приток Волги. Протекает по территории Городищенского района Волгоградской области и центральной части Волгограда. Долина реки Царицы является охраняемой речной системой местного значения.

## История
Происхождение названия Цари́ца историки обычно возводят к тюркскому «сары-су» (жёлтая вода) или «сары-син» (жёлтый остров). От этого названия произошло имя города Цари́цын, которое носил Сталинград до переименования в 1925 году. Исторически деление города производилось именно по этой реке на Царицынскую (северную) и Зацарицынскую (южную) части. В советское время реку именовали Пионерка, соответственно была названа и станция метротрама Пионерская, находящаяся на эстакаде над долиной. Одна из малых улиц в Ворошиловском районе рядом с долиной реки Царица до сих пор сохраняет название ул. Река Пионерка.
Краевед Андрей Леопольдов в XIX веке записал народные легенды о названии реки (имеющие мало шансов на достоверность):

«В царицынской градской думе хранится любопытная рукопись, основанная на народном предании. Небольшая речка названа Царицею от дочери Батыя, царя Золотой Орды. Царевна, будучи убеждена в нелепости язычества и истинности христианской веры, бежала и хотела креститься. Но при истоке оной гонцами отца своего была поймана и предана, по повелению его, лютой казни. Другие говорят, что Царица, супруга Батыя, оставила своё имя и речке, и городу: она часто прогуливалась по берегам Царицы, ибо окрестности были картинны, очаровательны».— Леопольдов А. Ф. Исторический очерк Саратовского края
По сведениям, приведённым графом Потоцким, многие географы XVIII века проводили по Царице границу между Европой и Азией.

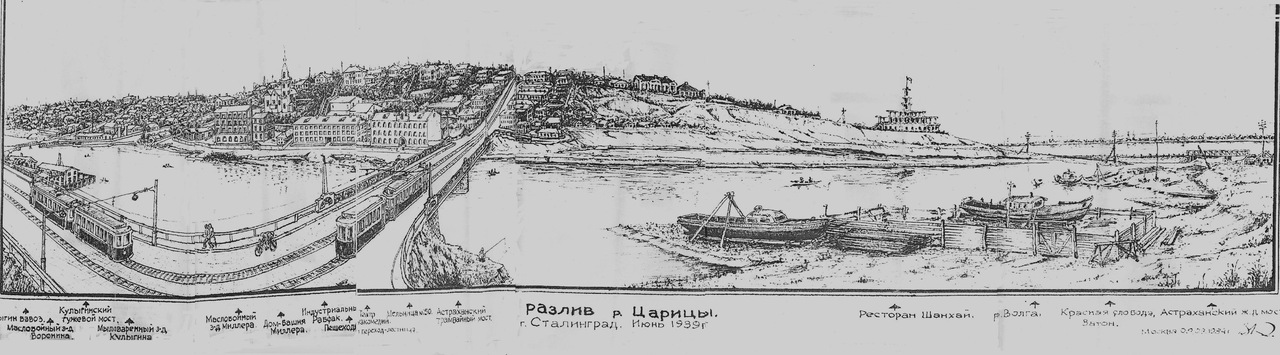
Разлив реки Царица в Сталинграде 1939 год

## География

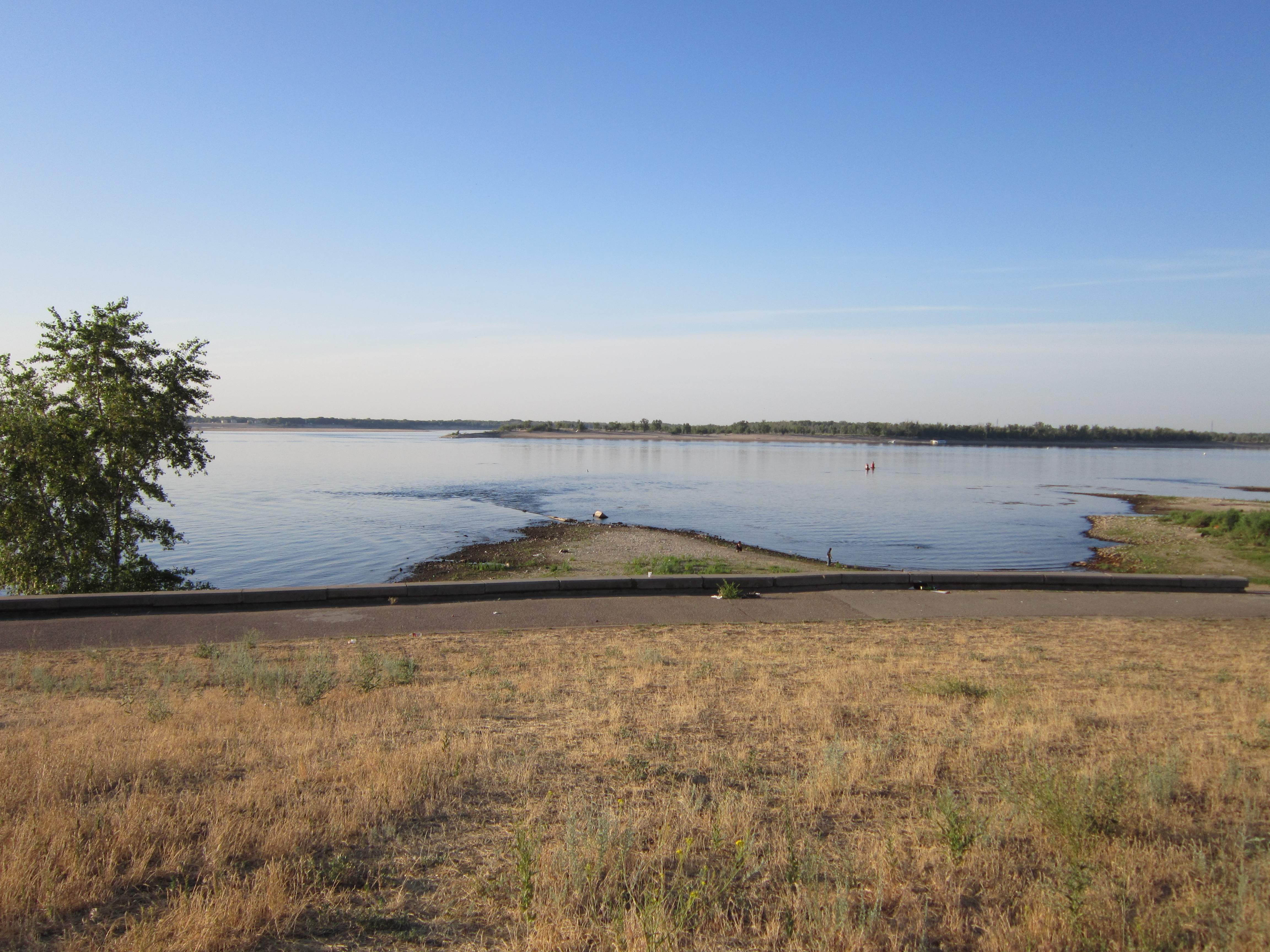
Место впадения реки Царица в Волгу сейчас засыпано землёй, забетонировано и является продолжением центральной набережной

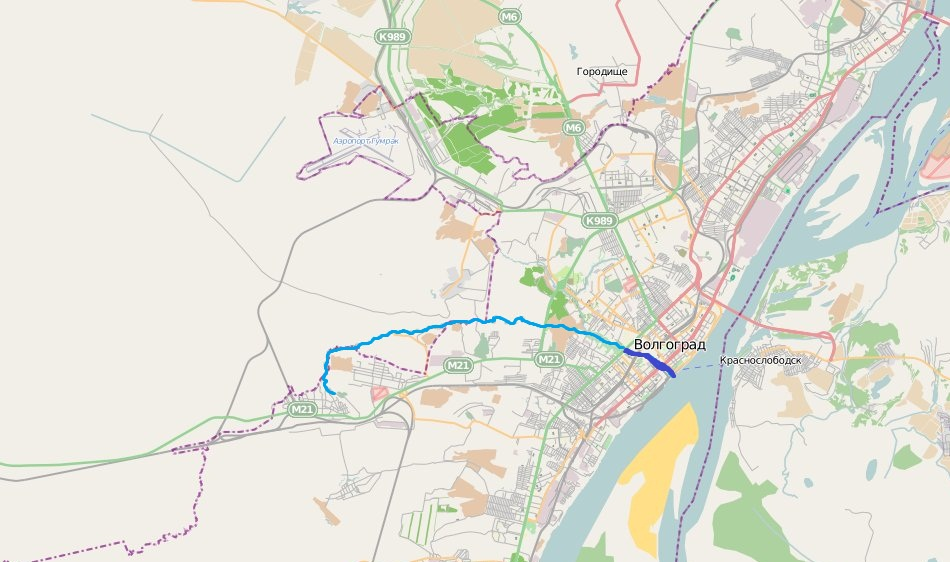
Река Царица. Голубой цвет — река течёт по поверхности земли, темно-синий — река течёт по подземному коллектору.

Пионерка берёт своё начало у микрорайона Горьковский и протекает вдоль трассы М21 на расстоянии приблизительно 2 км в направлении Волгограда. Высота истока — 135 м над уровнем моря. В городе река протекает по широкой долине с крутыми берегами, представляющей собой один из многочисленных оврагов города. В нижней части течения она была забрана в подземный коллектор в 1967 году. В пойме реки, разделяющей Центральный и Ворошиловский районы, от насыпи на улице Череповецкой к Волге, в эти годы также была произведена насыпка грунта на высоту не менее 8—10 метров, что исключило затопление поймы Пионерки при разливе Волги. Уклон реки — 8,8 м/км. Впадает в Волгу у пристани Волгоград-Порт на высоте −10 метров над уровнем моря.
Основные притоки — Дубовка (лв, у микрорайона Посёлок Ангарский), балка Таловая (лв, у посёлка Царицын.
По реке проходит граница Ворошиловского района с Центральным и Дзержинским.
Экосистема реки и поймы представляет собой важный природный и исторический памятник.

## Мосты
Существующие:
- Астраханский мост;
- Мост Волгоградского метротрама (48°42′08″ с. ш. 44°30′31″ в. д.HGЯO) ;
- Насыпь с асфальтовой дорогой, железнодорожными и трамвайными путями (Симбирская улица)(48°42′28″ с. ш. 44°29′47″ в. д.HGЯO);
- Насыпь с асфальтовой дорогой (улица Череповецкая)(48°42′49″ с. ш. 44°29′19″ в. д.HGЯO);
- Насыпь с асфальтовой дорогой (Улица Полоненко)(48°42′49″ с. ш. 44°28′03″ в. д.HGЯO);
- Мост дороги, соединяющий трассы М6 и М21(48°42′56″ с. ш. 44°26′38″ в. д.HGЯO).

Несуществующие:
- Железнодорожный мост Грязе-царицынской железной дороги, проходил по территории современной Набережной, пойму Царицы пересекал в нескольких десятках метров от реки Волга.
- Астраханский трамвайный мост, находился рядом с современным автомобильным мостом. Засыпан при поднятии уровня грунта в пойме реки Царица и заключении её в коллектор.
- Виадук железной дороги.

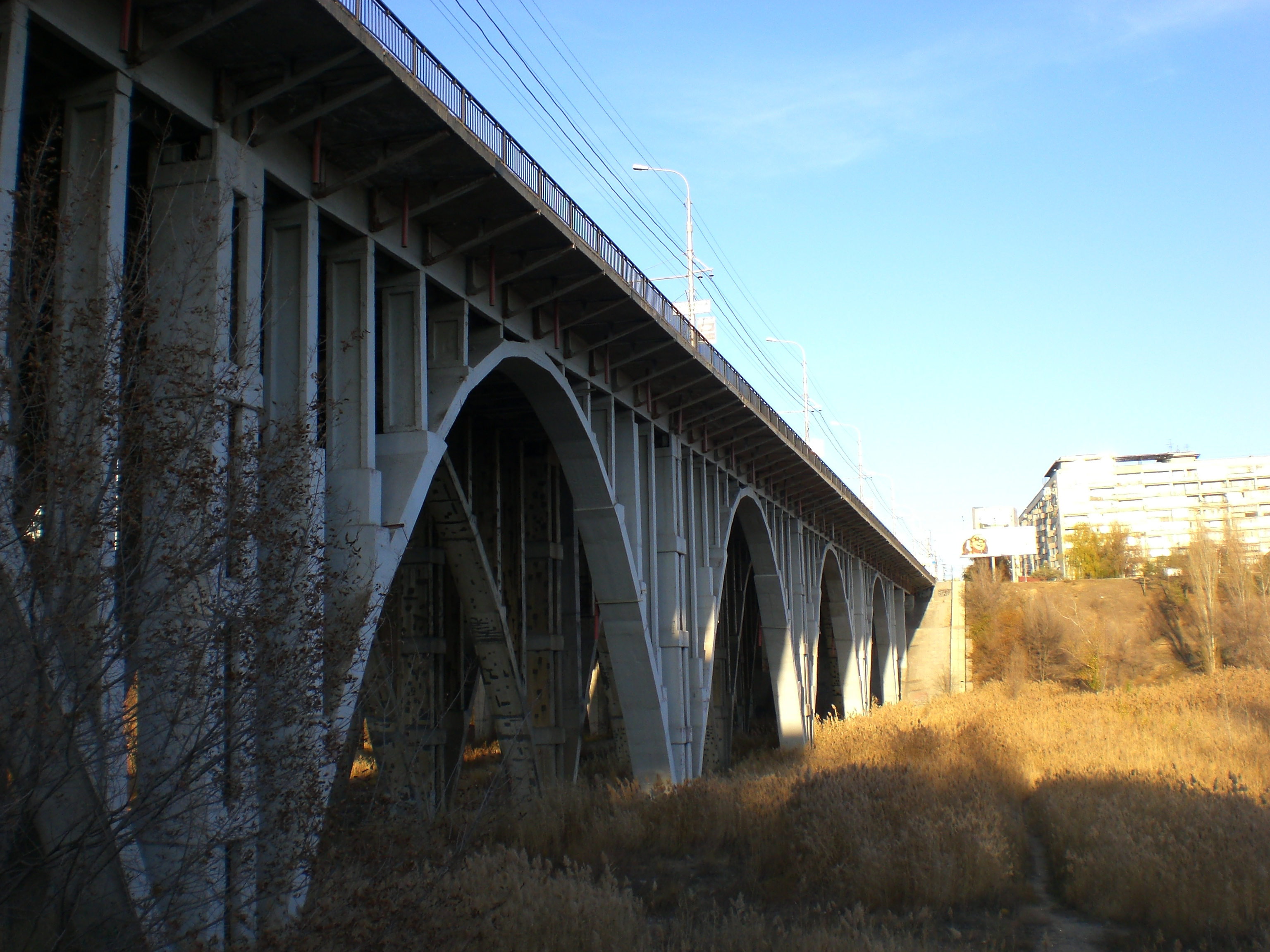
Автомобильный мост.
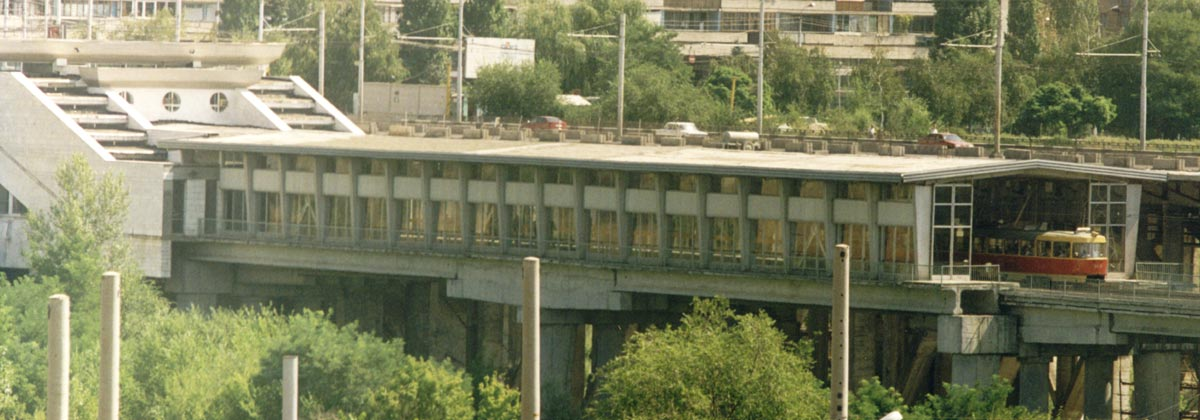
Мост Волгоградского метротрама.
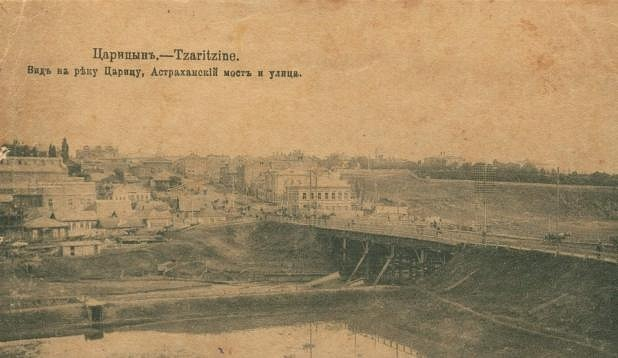
Астраханский мост до реконструкции 1913 года.

## Архитектура
В настоящее время пойма реки не застроена, но в XIX и начале XX века пойма активно застраивалась производственными и жилыми постройками, в том числе и «визитными карточками» города, каким был, например, дом купца Миллера. Эти здания частично были разрушены в Сталинградскую битву, но подлежали восстановлению. Они были разрушены или засыпаны грунтом при поднятии уровня уже в послевоенные годы.
- Дом купца Миллера. Находился примерно на месте нынешней автостоянки торгово-развлекательного центра «Пирамида».
- Здание-«близнец» мельницы Александра Гергардта. Оно тоже выстояло в Сталинградской битве, получив значительные разрушения, тоже не восстанавливалось после войны и в 60-х года было засыпано грунтом. Сейчас над ним разворотное кольцо Волгоградского метротрама станции «Площадь Чекистов».

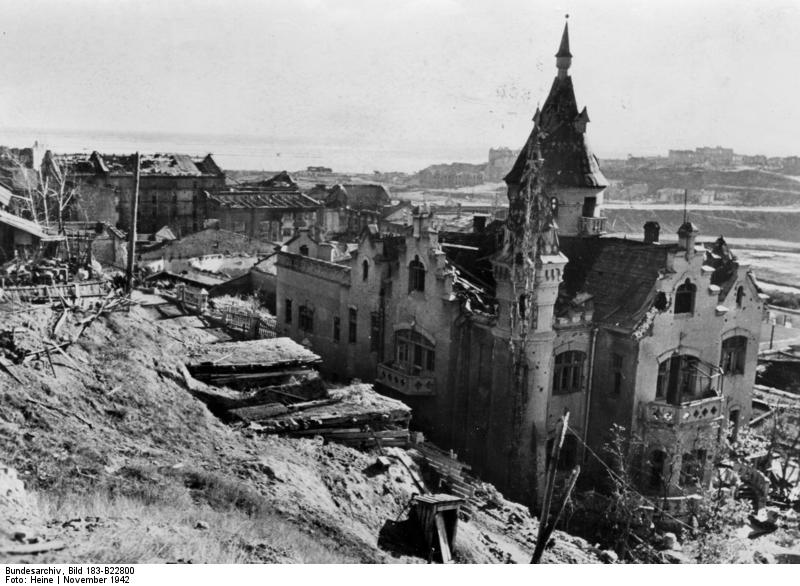
Дом Миллера в пойме реки Царица, ноября 1942 года.

- Комплекс по обучению детей плаванию («морятник») — не достроен, заброшен. Автор проекта Е. И. Левитан[12].

## Данные водного реестра
Код объекта в государственном водном реестре — 11010002312112100011974.
Устье реки находится в 593 км по правому берегу Волги. Длина реки (включая участок, проложенный в коллекторе) составляет 19 км. По данным государственного водного реестра России относится к Нижневолжскому бассейновому округу, водохозяйственный участок реки — Волга от Волгоградского гидроузла до водомерного поста Светлый Яр. Речной бассейн реки — Волга от верхнего Куйбышевского водохранилища до впадения в Каспий.

## Перспективы
Администрацией Волгограда был проведён конкурс на лучший концептуальный проект развития территории поймы реки Царицы. Победил проект, предусматривающий возрождение реки. Однако сама река так и останется под землёй, а в пойме предполагается создать её имитацию.
В 2013 году прошли публичные слушания по вопросу использования территории поймы реки Царицы. Выяснилось, что территория поймы при главе Волгограда Е. П. Ищенко была переведена из категории природоохранной в категорию, предназначенную для застройки. Планируется, что в пойме будет построен магазин МАН.